# Ревівка (Кременчуцький район)
Ре́вівка — село в Україні, у Новогалещинській селищній громаді Кременчуцького району Полтавської області. Населення становить 151 осіб.

## Географія
Село Ревівка знаходиться на правому березі річки Рудька, вище за течією на відстані 1 км розташоване село Нова Галещина, нижче за течією примикає село Василенки.

## Історія
19 вересня 2016 року село увійшло до складу Новогалещинської ОТГ Козельщинського району.
12 червня 2020 року, відповідно до розпорядження Кабінету Міністрів України № 721-р «Про визначення адміністративних центрів та затвердження територій територіальних громад Полтавської області», село увійшло до складу  Новогалещинської селищної громади.
19 липня 2020 року, в результаті адміністративно - територіальної реформи та ліквідації Кременчуцького району(1939-2020), село увійшло до складу новоутвореного Кременчуцького району.

## Народились
- Дмитро Карпенко (псевдо «Яструб», «Лютий», «Ворон» 1912 — пом. 17 грудня 1944, с. Нові Стрілища, Жидачівський район, Львівська область) — український військовий діяч, хорунжий УПА, командир сотні «Сіроманці» ТВ-16 «Серет» ВО-3 «Лисоня», командир Рогатинського куреня. Загинув у бою[4].